# Ласкаво просимо до мертвого дому
Ласкаво просимо до мертвого дому (англ. Welcome to Dead House) — книга відомого письменника Роберта Стайна з серії Goosebumps. Книга написана від першої особи, українською не видавалася.